# 茨城県立大宮高等学校
茨城県立大宮高等学校（いばらきけんりつおおみやこうとうがっこう）は、茨城県常陸大宮市にあった県立の高等学校である。2006年（平成18年）に統廃合され、2008年（平成20年）3月をもって閉校となった。

## 沿革
- 1935年（昭和10年）4月 - 大宮町立大宮実践女学校設置。
- 1948年（昭和23年）5月 - 茨城県立水戸第二高等学校大宮分校となる。
- 1960年（昭和35年）4月 - 茨城県立大宮高等学校となる。
- 2006年（平成18年） - 茨城県立大宮工業高等学校と統合され茨城県立常陸大宮高等学校が開校。大宮高等学校と大宮工業高等学校は生徒募集を停止。
- 2008年（平成20年）3月 - 在校生の卒業をもって閉校。
- 2010年（平成22年）4月 - 茨城県立常陸大宮高等学校と茨城県立山方商業高等学校が統合して（新）茨城県立常陸大宮高等学校が開校。山方商業高等学校は生徒募集を停止。
- 2013年（平成25年）3月 - 茨城県立山方商業高等学校が閉校。

## 所在地
- 茨城県常陸大宮市野中町3257-2 - 北緯36度33分26.7秒 東経140度23分50.6秒 / 北緯36.557417度 東経140.397389度

## 主な卒業生
- 沢幡誠士（元プロ野球選手・投手） - 1977年ドラフト外で広島東洋カープに入団
- 菊池敏郎（元プロ野球選手・捕手） - 1977年ドラフト外で広島東洋カープに入団
- 冨田勇（元プロ野球選手・投手） - 1982年ドラフト外で阪急ブレーブスに入団